# Ohne Ausweg
Ohne Ausweg ist ein US-amerikanischer Actionfilm des Regisseurs Robert Harmon mit Jean-Claude Van Damme in der Rolle des Sam Gillen und Rosanna Arquette als Clydie Anderson.

## Handlung
Der verurteilte Bankräuber Sam Gillen wird mit einem Gefängnisbus in eine Haftanstalt irgendwo im mittleren Westen der USA überführt. Seinem ehemaligen Partner Billy gelingt es, ihn bei diesem Transport zu befreien, dabei wird Billy von einem Aufseher erschossen. Auf seiner Flucht findet Sam Unterschlupf auf einer abgelegenen Farm, auf der die attraktive Witwe Clydie mit ihren beiden kleinen Kindern lebt. Doch die ländliche Idylle trügt. Der skrupellose Finanz- und Immobilienhai Hale tyrannisiert mit seinen Helfern die junge Frau und will sie mit brutaler Gewalt zum Verkauf ihres Besitzes drängen, um dort ein Erholungsgebiet zu errichten. Sam, der sich mittlerweile zu der jungen Witwe hingezogen fühlt, handelt trotz seiner Vergangenheit umgehend. Zwischen ihm und dem Finanzsyndikat entbrennt ein gnadenloser Kampf. Clydies Liebhaber ist der örtliche Sheriff, der auch vom Syndikat Geld erhält. Seinen Nebenbuhler fesselt er unter Waffengewalt auf der Farm, schlägt ihn zusammen und herrscht ihn an, zu verschwinden, da er seine Identität kennt, die er auch Clydie nennt. Diese möchte nun trotz ihrer Liebesbeziehung mit Sam, dass dieser die Farm verlässt. Sam wird unterwegs von der Polizei erkannt und verfolgt. Clydie wird mit Gewalt zur Unterschrift gezwungen, dies reicht dem Immobilienhai jedoch nicht, er will Clydies Besitz niederbrennen, um auf Nummer sicher zu gehen. Der zur Farm zurückgekehrte Sam kann gerade noch rechtzeitig einschreiten. Die verfolgenden Sheriffs nehmen ihn und Hale fest. Clydie will auf Sam warten, bis er entlassen wird; der örtliche Sheriff für das, was er für Clydie getan hat, zu seinen Gunsten aussagen.

## Kritik
Der Film erhielt überwiegend negative Kritiken. So zählte die Internetseite Rotten Tomatoes von 20 gewerteten professionellen Kritiken lediglich 5 positive, was einem Wert von 25 % entspricht. Im Onlinefilmarchiv IMDb, einer Plattform, auf der normale User ihre Filmkritiken abgeben können, gaben 17.572 User dem Film 5,6 von 10 möglichen Punkten (Stand: 5. Januar 2017).

„Perfekt gestalteter Unterhaltungsreißer, der Action und gefühlvolle Elemente mit Brutalitäten verbindet und die Läuterung des Bankräubers für eine fragwürdige Veranschaulichung des Sühne- und Resozialisierungsprinzips benutzt.“

## Veröffentlichung
Ohne Ausweg startete in den USA am 15. Januar 1993 an den Kinokassen und konnte bei einem Produktionsbudget von etwa 15 Mio. US-Dollar weltweit über 52 Mio. US-Dollar, davon 22 Mio. US-Dollar allein in den USA, wieder einspielen. Allein in Deutschland wurde er nach seinem Start am 25. März 1993 von 1.018.806 Kinobesuchern gesehen und war damit auf Platz 35 der deutschen Kinojahrescharts 1993. Und nachdem er am 7. Dezember 1993 auf VHS veröffentlicht wurde, am 10. Dezember 1994 auf Premiere erstmals im Fernsehen ausgestrahlt wurde, ist er seit dem 3. Mai 1999 auf DVD erhältlich.